# Luisarmasius yunquensis
Luisarmasius yunquensis är en spindeldjursart som beskrevs av Paul Reddell och James Cokendolpher 1995. Luisarmasius yunquensis ingår i släktet Luisarmasius och familjen Hubbardiidae. Inga underarter finns listade i Catalogue of Life.